# The Mangler Reborn
The Mangler Reborn é um filme americano de 2005 do gênero terror, coescrito e dirigido por Erik Gardner e Matt Cunningham.
É o terceiro filme da série iniciada com "Mangler - O Grito do Terror" (The Mangler) (1995).

## Elenco
- Aimee Brooks .... (Jamie)
- Reggie Bannister .... (Rick)
- Weston Blakesley .... (Hadley)
- Scott Speiser .... (Mike)
- Juliana Dever ..... (Louise Watson)
- Sarah Lilly .... (Beatrice Watson)
- Renee Dorian .... (Gwen)
- Rhett Giles .... (Sean)
- Jeff Burr .... (Homem do cortador de grama)